# Kamieńsk
Kamieńsk [ˈkamʲɛɲsk] là một thị trấn thuộc hạt Radomsko, tỉnh Łódź, miền trung Ba Lan. Thị trấn có diện tích 11,99 km. Tính đến năm 2016, dân số của thị trấn là 2.821 người với mật độ 240 người/km.

## Lịch sử
Thị trấn Kamieńsk được thành lập vào năm 1291 và nó nhận được đặc quyền thị trấn theo luật Magdeburg vào năm 1374. Tuy nhiên, thị trấn đã mất vị thế này vào năm 1870 và lấy lại được vào năm 1994. Trong lịch sử, thị trấn từng được biết đến với tên gọi Canisko, Camiesko, Kamińsko, Kamiensko và Kamińsk. Từ năm 1918, tên gọi Kamieńsk chính thức được sử dụng.

## Giao thông
Trong thị trấn có một sân bay tên là Kamieńsk-Orla Góra, chủ yếu được sử dụng cho mục đích nông nghiệp.

## Lịch sử người Do Thái
Trước Chiến tranh thế giới thứ hai và cuộc diệt chủng Holocaust, thị trấn là một ngôi làng nhỏ, dân trong thị trấn chủ yếu là người Do Thái..
Người Do Thái bắt đầu định cư ở Kamieńsk từ thế kỷ 18. Vào những năm 1870, giáo sĩ Israel Stieglitz làm thủ lĩnh giáo phái Do Thái trong thị trấn. Ông phục vụ được hơn 40 năm và qua đời vào năm 1921. Con trai ông, Pinchas Stieglitz, được chọn làm người kế vị và chỉ phục vụ trong một thời gian ngắn. Năm 1900, có khoảng 1.064 người theo Kitô giáo và 787 người Do Thái sống ở thị trấn Kamieńsk. Đến năm 1917, dân số Do Thái đã tăng lên 1.163 người. Nghề nghiệp chính của người Do Thái là may đo, làm giày và buôn bán nhỏ. Pinchas Stieglitz và hầu hết những người dân Do Thái đã bị chết trong cuộc diệt chủng Holocaust.